# 2020-as úszó-Európa-bajnokság
A 2020-as úszó-Európa-bajnokságot Magyarországon, Budapesten rendezték meg. Budapest korábban négy, Magyarország összesen öt alkalommal rendezett úszó-Európa-bajnokságot.
Az Európai Úszószövetség 2016 júliusában jelentette be, hogy az Európa-bajnokságot Budapest rendezheti. Az úszó, műugró és szinkronúszó versenyeket eredetileg 2020. május 11. és május 24. között bonyolították volna le Budapesten, míg a nyíltvízi úszást a Lupa-tavon. 2020 márciusában a koronavírus-járvány miatt a versenyt elhalasztották. 2020 május elején az Európai Úszószövetség bejelentette, hogy 2021 májusára halasztja a versenyt. 2021 februárjában nyilvánosságra hozták, hogy az Eb-t május 10. és 23. között rendezik meg. 2021. április 13-án hivatalossá vált, hogy a verseny nézők nélkül zajlik le.

## Helyszínek
A versenyeket két helyszínen rendezik.
| Budapest   |                    | Budakalász |
| ---------- | ------------------ | ---------- |
| Duna Aréna | Duna Aréna Lupa-tó | Lupa-tó    |

## Eseménynaptár
| ● | Döntők |

| Május            | 10 | 11 | 12 | 13 | 14 | 15 | 16 | 17 | 18 | 19 | 20 | 21 | 22 | 23 | Ö  |
| ---------------- | -- | -- | -- | -- | -- | -- | -- | -- | -- | -- | -- | -- | -- | -- | -- |
| Úszás            |    |    |    |    |    |    |    | 4  | 6  | 6  | 6  | 6  | 6  | 9  | 43 |
| Nyílt vízi úszás |    |    | 2  | 2  |    | 1  | 2  |    |    |    |    |    |    |    | 7  |
| Műugrás          | 1  | 2  | 2  | 2  | 2  | 2  | 2  |    |    |    |    |    |    |    | 13 |
| Szinkronúszás    | 1  | 1  | 2  | 1  | 2  | 1  |    |    |    |    |    |    |    |    | 8  |
| Döntők           | 2  | 3  | 6  | 5  | 4  | 4  | 4  | 4  | 6  | 6  | 6  | 6  | 6  | 9  | 71 |
| Összesítés       | 2  | 5  | 11 | 16 | 20 | 24 | 28 | 32 | 38 | 44 | 50 | 56 | 62 | 71 |    |

## A magyar versenyzők eredményei
| Érem  | Versenyző | Versenyszám      | Versenyszám          | Dátum           |
| ----- | --- | ---------------- | -------------------- | --------------- |
| Arany | Hosszú Katinka | úszás            | Női 400 m vegyes     | 2021. május 17. |
| Arany | Milák Kristóf | úszás            | Férfi 200 m pillangó | 2021. május 19. |
| Arany | Kapás Boglárka | úszás            | Női 200 m pillangó   | 2021. május 20. |
| Arany | Szabó Szebasztián | úszás            | Férfi 50 m pillangó  | 2021. május 21. |
| Arany | Milák Kristóf | úszás            | Férfi 100 m pillangó | 2021. május 23. |
| Ezüst | Olasz Anna | nyílt vízi úszás | Női 10 km            | 2021. május 13. |
| Ezüst | Mihályvári-Farkas Viktória | úszás            | Női 400 m vegyes     | 2021. május 17. |
| Ezüst | Hosszú Katinka | úszás            | Női 200 m pillangó   | 2021. május 20. |
| Ezüst | Jakabos Zsuzsanna Fábián Fanni Veres Laura Kapás Boglárka Verrasztó Evelyn                                                                                   | úszás            | Női 4 × 200 m gyors  | 2021. május 21. |
| Bronz | Barta Niké Csilling Katalin Farkas Dóra Linda Gács Boglárka Götz Lilien Hatala Hanna Hungler Szabina Mercédesz Regényi Adelin Rényi Luca Szabó Anna Viktória | szinkronúszás    | Highlight kűr        | 2021. május 15. |
| Bronz | Betlehem Dávid Olasz Anna Rasovszky Kristóf Rohács Réka | nyílt vízi úszás | Csapat               | 2021. május 15. |
| Bronz | Kenderesi Tamás | úszás            | Férfi 200 m pillangó | 2021. május 19. |
| Bronz | Hosszú Katinka | úszás            | Női 200 m vegyes     | 2021. május 22. |
| Bronz | Burián Katalin | úszás            | Női 200 m hát        | 2021. május 23. |
| Bronz | Kapás Boglárka | úszás            | Női 400 m gyors      | 2021. május 23. |

## Eredmények

### Úszás
- WR – világrekord
- ER – Európa-rekord
- CR – Európa-bajnoki rekord
- NR – országos rekord
- WJ – junior világrekord
- EJ – junior Európa-rekord
- =  – rekordbeállítás
- A csillaggal (*) jelölt versenyzők a váltók előfutamában szerepeltek.

#### Férfiak
| Versenyszám           | Arany | Arany      | Ezüst | Ezüst    | Bronz | Bronz    |
| --------------------- | --- | ---------- | --- | -------- | --- | -------- |
| 50 m gyorsúszás       | Ari-Pekka Liukkonen · Finnország | 21,61      | Ben Proud · Nagy-Britannia | 21,69    | Kristian Golomeev · Görögország | 21,73    |
| 100 m gyorsúszás      | Kliment Kolesznyikov · Oroszország | 47,37 CR   | Alessandro Miressi · Olaszország | 47,45    | Andrej Minakov · Oroszország | 47,74    |
| 200 m gyorsúszás      | Martyin Maljutyin · Oroszország | 1:44,79 CR | Duncan Scott · Nagy-Britannia | 1:45,19  | Thomas Dean · Nagy-Britannia | 1:45,34  |
| 400 m gyorsúszás      | Martyin Maljutyin · Oroszország | 3:44,18    | Felix Auböck · Ausztria | 3:44,63  | Danas Rapšys · Litvánia | 3:45,39  |
| 800 m gyorsúszás      | Mihajlo Romancsuk · Ukrajna | 7:42,61    | Gregorio Paltrinieri · Olaszország | 7:43,62  | Gabriele Detti · Olaszország | 7:46,10  |
| 1500 m gyorsúszás     | Mihajlo Romancsuk · Ukrajna | 14:39,89   | Gregorio Paltrinieri · Olaszország | 14:42,91 | Domenico Acerenza · Olaszország | 14:54,36 |
|                       | |            | |          | |          |
| 50 m hátúszás         | Kliment Kolesznyikov · Oroszország | 23,80 WR   | Robert Glință · Románia | 24,42    | Hugo González · Spanyolország | 24,47    |
| 100 m hátúszás        | Robert Glință · Románia | 52,88      | Hugo González · Spanyolország | 52,90    | Apósztolosz Hrísztu · GörögországYohann Ndoye Brouard · Franciaország                                                                                          | 52,97    |
| 200 m hátúszás        | Jevgenyij Rilov · Oroszország | 1:54,46    | Luke Greenbank · Nagy-Britannia | 1:54,62  | Roman Mityukov · Svájc | 1:56,33  |
|                       | |            | |          | |          |
| 50 m mellúszás        | Adam Peaty · Nagy-Britannia | 26,21      | Ilja Simanovics · Fehéroroszország | 26,55    | Nicolò Martinenghi · Olaszország | 26,68    |
| 100 m mellúszás       | Adam Peaty · Nagy-Britannia | 57,66      | Arno Kamminga · Hollandia | 58,10    | James Wilby · Nagy-Britannia | 58,58    |
| 200 m mellúszás       | Anton Csupkov · Oroszország | 2:06,99    | Arno Kamminga · Hollandia | 2:07,35  | Erik Persson · Svédország | 2:07,66  |
|                       | |            | |          | |          |
| 50 m pillangóúszás    | Szabó Szebasztián · Magyarország | 23,00      | Andrij Hovorov · Ukrajna | 23,01    | Andrej Zsilkin · Oroszország | 23,08    |
| 100 m pillangóúszás   | Milák Kristóf · Magyarország | 50,18 CR   | Joszif Miladinov · Bulgária | 50,93    | James Guy · Nagy-Britannia | 50,99    |
| 200 m pillangóúszás   | Milák Kristóf · Magyarország | 1:51,10 CR | Federico Burdisso · Olaszország | 1:54,28  | Kenderesi Tamás · Magyarország | 1:54,43  |
|                       | |            | |          | |          |
| 200 m vegyesúszás     | Hugo González · Spanyolország | 1:56,76    | Jérémy Desplanches · Svájc | 1:56,95  | Alberto Razzetti · Olaszország | 1:57,25  |
| 400 m vegyesúszás     | Ilja Borogyin · Oroszország | 4:10,02 WJ | Alberto Razzetti · Olaszország | 4:11,17  | Max Litchfield · Nagy-Britannia | 4:11,56  |
|                       | |            | |          | |          |
| 4 × 100 m gyorsúszás  | Oroszország · Andrej Minakov (48,18) · Alekszandr Scsogolev (47,64) · Vlagyiszlav Grinyov (47,49) · Kliment Kolesznyikov (47,10) · Andrej Zsilkin* · Mihail Vekoviscsev* · Ivan Girjov* · Jevgenyij Rilov* | 3:10,41 CR | Nagy-Britannia · Thomas Dean (48,32) · Matthew Richards (48,13) · James Guy (47,92) · Duncan Scott (47,19) · Jacob Whittle* · Joe Litchfield*                                                               | 3:11,56  | Olaszország · Alessandro Miressi (47,74) · Lorenzo Zazzeri (48,30) · Thomas Ceccon (47,98) · Manuel Frigo (47,85) · Leonardo Deplano*                          | 3:11,87  |
| 4 × 200 m gyorsúszás  | Oroszország · Martyin Maljutyin (1:45,15) · Alekszandr Scsogolev (1:45,39) · Alekszandr Krasznih (1:46,52) · Mihail Vekoviscsev (1:46,42) · Ivan Girjov*                                                   | 7:03,48 CR | Nagy-Britannia · Thomas Dean (1:46,47) · Matthew Richards (1:46,97) · James Guy (1:45,88) · Duncan Scott (1:45,29) · Max Litchfield* · Calum Jarvis*                                                        | 7:04,61  | Olaszország · Stefano Ballo (1:47,30) · Matteo Ciampi (1:46,17) · Marco De Tullio (1:46,02) · Stefano Di Cola (1:46,56) · Manuel Frigo* · Filippo Megli*       | 7:06,05  |
|                       | |            | |          | |          |
| 4 × 100 m vegyesúszás | Nagy-Britannia · Luke Greenbank (53,64) · Adam Peaty (57,38) · James Guy (50,65) · Duncan Scott (46,92) · Joe Litchfield* · James Wilby* · Thomas Dean*                                                    | 3:28,59 CR | Oroszország · Kliment Kolesznyikov (52,13) · Kirill Prigoda (59,02) · Mihail Vekoviscsev (50,94) · Andrej Minakov (47,41) · Jevgenyij Rilov* · Anton Csupkov* · Alekszandr Kudasev* · Alekszandr Scsogolev* | 3:29,50  | Olaszország · Thomas Ceccon (53,59) · Nicolò Martinenghi (57,84) · Federico Burdisso (51,29) · Alessandro Miressi (47,21) · Alessandro Pinzuti* · Piero Codia* | 3:29,93  |

#### Nők
| Versenyszám           | Arany | Arany      | Ezüst | Ezüst        | Bronz | Bronz        |
| --------------------- | --- | ---------- | --- | ------------ | --- | ------------ |
| 50 m gyorsúszás       | Ranomi Kromowidjojo · Hollandia | 23,97      | Pernille Blume · DániaKatarzyna Wasick · Lengyelország | 24,17        | nem adták ki | nem adták ki |
| 100 m gyorsúszás      | Femke Heemskerk · Hollandia} | 53,05      | Marie Wattel · Franciaország | 53,32        | Anna Hopkin · Nagy-Britannia | 53,43        |
| 200 m gyorsúszás      | Barbora Seemanová · Csehország | 1:56,27    | Federica Pellegrini · Olaszország | 1:56,29      | Freya Anderson · Nagy-Britannia | 1:56,42      |
| 400 m gyorsúszás      | Simona Quadarella · Olaszország | 4:04,66    | Anna Jegorova · Oroszország | 4:06,05      | Kapás Boglárka · Magyarország | 4:06,90      |
| 800 m gyorsúszás      | Simona Quadarella · Olaszország | 8:20,23    | Anasztaszija Kirpicsnyikova · Oroszország | 8:21,86      | Anna Jegorova · Oroszország | 8:26,56      |
| 1500 m gyorsúszás     | Simona Quadarella · Olaszország | 15:53,59   | Anasztaszija Kirpicsnyikova · Oroszország | 16:01,06     | Martina Caramignoli · Olaszország | 16:05,81     |
|                       | |            | |              | |              |
| 50 m hátúszás         | Kira Toussaint · Hollandia | 27,36      | Kathleen Dawson · Nagy-Britannia | 27,46        | Maaike de Waard · Hollandia | 27,74        |
| 100 m hátúszás        | Kathleen Dawson · Nagy-Britannia | 58,49      | Margherita Panziera · Olaszország | 59,01        | Marija Kamenyeva · Oroszország | 59,22        |
| 200 m hátúszás        | Margherita Panziera · Olaszország | 2:06,08 CR | Cassie Wild · Nagy-Britannia | 2:07,74      | Burián Katalin · Magyarország | 2:07,87      |
|                       | |            | |              | |              |
| 50 m mellúszás        | Benedetta Pilato · Olaszország | 29,35      | Ida Hulkko · Finnország | 30,19        | Julija Jefimova · Oroszország | 30,22        |
| 100 m mellúszás       | Sophie Hansson · Svédország | 1:05,69    | Arianna Castiglioni · Olaszország | 1:06,13      | Martina Carraro · Olaszország | 1:06,21      |
| 200 m mellúszás       | Molly Renshaw · Nagy-Britannia | 2:21,34    | Lisa Mamie · Svájc | 2:22,05      | Julija Jefimova · Oroszország | 2:22,16      |
|                       | |            | |              | |              |
| 50 m pillangóúszás    | Ranomi Kromowidjojo · Hollandia | 25,30      | Mélanie Henique · Franciaország | 25,46        | Emilie Beckmann · Dánia | 25,59        |
| 100 m pillangóúszás   | Ána Dundunáki · GörögországMarie Wattel · Franciaország | 57,37      | nem adták ki | nem adták ki | Louise Hansson · Svédország | 57,56        |
| 200 m pillangóúszás   | Kapás Boglárka · Magyarország | 2:06,50    | Hosszú Katinka · Magyarország | 2:08,14      | Szvetlana Csimrova · Oroszország | 2:08,55      |
|                       | |            | |              | |              |
| 200 m vegyesúszás     | Anastasia Gorbenko · Izrael | 2:09,99    | Abbie Wood · Nagy-Britannia | 2:10,03      | Hosszú Katinka · Magyarország | 2:10,12      |
| 400 m vegyesúszás     | Hosszú Katinka · Magyarország | 4:34,76    | Mihályvári-Farkas Viktória · Magyarország | 4:36,81      | nem adták ki | nem adták ki |
| 400 m vegyesúszás     | Hosszú Katinka · Magyarország | 4:34,76    | Aimee Willmott · Nagy-Britannia | 4:36,81      | nem adták ki | nem adták ki |
|                       | |            | |              | |              |
| 4 × 100 m gyorsúszás  | Nagy-Britannia · Lucy Hope (53,89) · Anna Hopkin (53,59) · Abbie Wood (53,90) · Freya Anderson (52,79) · Evelyn Davis* · Emma Russell*                                                | 3:34,17    | Hollandia · Ranomi Kromowidjojo (53,56) · Kira Toussaint (54,61) · Marrit Steenbergen (54,13) · Femke Heemskerk (51,99) · Kim Busch* · Robin Neumann*                      | 3:34,29      | Franciaország · Marie Wattel (53,97) · Charlotte Bonnet (53,36) · Anouchka Martin (54,25) · Assia Touati (54,34) · Lison Nowaczyk*                                                       | 3:35,92      |
| 4 × 200 m gyorsúszás  | Nagy-Britannia · Lucy Hope (1:58,45) · Tamryn van Selm (1:58,59) · Holly Hibbott (1:59,71) · Freya Anderson (1:56,40) · Emma Russell*                                                 | 7:53,15    | Magyarország · Jakabos Zsuzsanna (1:59,34) · Fábián Fanni (2:00,19) · Veres Laura (1:59,23) · Kapás Boglárka (1:57,50) · Verrasztó Evelyn*                                 | 7:56,26      | Olaszország · Stefania Pirozzi (1:59,3) · Sara Gailli (1:59,94) · Simona Quadarella (2:00,61) · Federica Pellegrini (1:56,54) · Lisa Angiolini*                                          | 7:56,72      |
|                       | |            | |              | |              |
| 4 × 100 m vegyesúszás | Nagy-Britannia · Kathleen Dawson (58,08) ER · Molly Renshaw (1:05,72) · Laura Stephens (57,55) · Anna Hopkin (52,66) · Cassie Wild* · Sarah Vasey* · Harriet Jones* · Freya Anderson* | 3:54,01 CR | Oroszország · Marija Kamenyeva (59,47) · Julija Jefimova (1:05,77) · Szvetlana Csimrova (56,78) · Arina Szurkova (54,23) · Anasztaszija Feszikova* · Jevgenyija Csikunova* | 3:56,25      | Olaszország · Margherita Panziera (59,71) · Arianna Castiglioni (1:05,66) · Elena Di Liddo (57,27) · Federica Pellegrini (53,66) · Silvia Scalia* · Martina Carraro* · Silvia Di Pietro* | 3:56,30      |

#### Vegyes
| Versenyszám           | Arany | Arany          | Ezüst | Ezüst   | Bronz | Bronz   |
| --------------------- | --- | -------------- | --- | ------- | --- | ------- |
| 4 × 100 m gyorsúszás  | Nagy-Britannia · Duncan Scott (48,20) · Thomas Dean (48,11) · Anna Hopkin (52,88) · Freya Anderson (52,88) · Matthew Richards* · Jacob Whittle* · Evelyn Davis* · Lucy Hope* | 3:22,07 =CR    | Hollandia · Stan Pijnenburg (48,55) · Jesse Puts (48,39) · Ranomi Kromowidjojo (53,59) · Femke Heemskerk (51,73) · Luc Kroon* · Marrit Steenbergen* · Kim Busch*                      | 3:22,26 | Olaszország · Alessandro Miressi (47,63) · Thomas Ceccon (47,59) · Federica Pellegrini (53,58) · Silvia Di Pietro (53,84) · Manuel Frigo* · Chiara Tarantino*                                                          | 3:22,64 |
| 4 × 200 m gyorsúszás  | Nagy-Britannia · Thomas Dean (1:46,54) · James Guy (1:45,43) · Abbie Wood (1:56,67) · Freya Anderson (1:58,03) · Calum Jarvis* · Joe Litchfield* · Lucy Hope*                | 7:26,67 CR     | Olaszország · Stefano Ballo (1:46,96) · Stefano Di Cola (1:46,16) · Federica Pellegrini (1:55,66) · Margherita Panziera (2:00,57) · Stefania Pirozzi* · Filippo Megli* · Sara Gailli* | 7:29,35 | Oroszország · Alekszandr Scsogolev (1:46,66) · Alekszandr Krasznih (1:47,05) · Anna Jegorova (1:58,52) · Anasztaszija Kirpicsnyikova (1:59,31) · Ivan Girjov* · Jevgenyij Rilov* · Marija Kamenyeva* · Arina Szurkova* | 7:31,54 |
| 4 × 100 m vegyesúszás | Nagy-Britannia · Kathleen Dawson (58,43) · Adam Peaty (57,13) · James Guy (50,61) · Anna Hopkin (52,65) · Joe Litchfield* · Harriet Jones*                                   | 3:38,82 ER, CR | Hollandia · Kira Toussaint (59,59) · Arno Kamminga (58,37) · Nyls Korstanje (51,45) · Femke Heemskerk (51,87) · Ranomi Kromowidjojo* ·                                                | 3:41,28 | Olaszország · Margherita Panziera (59,55) · Nicolò Martinenghi (58,05) · Elena Di Liddo (57,54) · Alessandro Miressi (47,16) · Simone Sabbioni* · Silvia Di Pietro*                                                    | 3:42,30 |

### Nyílt vízi úszás

#### Férfi
| Versenyszám | Arany                              | Arany     | Ezüst                                | Ezüst     | Bronz                           | Bronz     |
| ----------- | ---------------------------------- | --------- | ------------------------------------ | --------- | ------------------------------- | --------- |
| 5 km        | Gregorio Paltrinieri · Olaszország | 55:43,3   | Marc-Antoine Olivier · Franciaország | 55:45,1   | Dario Verani · Olaszország      | 55:46,6   |
| 10 km       | Gregorio Paltrinieri · Olaszország | 1:51:30,6 | Marc-Antoine Olivier · Franciaország | 1:51:41,7 | Florian Wellbrock · Németország | 1:51:42,0 |
| 25 km       | Axel Reymond · Franciaország       | 4:35:59,8 | Matteo Furlan · Olaszország          | 4:36:05,1 | Kirill Abroszimov · Oroszország | 4:36:06,2 |

#### Női
| Versenyszám | Arany                             | Arany     | Ezüst                               | Ezüst     | Bronz                            | Bronz     |
| ----------- | --------------------------------- | --------- | ----------------------------------- | --------- | -------------------------------- | --------- |
| 5 km        | Sharon van Rouwendaal · Hollandia | 58:45,2   | Giulia Gabbrielleschi · Olaszország | 58:49,3   | Océane Cassignol · Franciaország | 58:51,4   |
| 10 km       | Sharon van Rouwendaal · Hollandia | 1:59:12,7 | Olasz Anna · Magyarország           | 1:59:13,0 | Rachele Bruni · Olaszország      | 1:59:15,1 |
| 25 km       | Lea Boy · Németország             | 4:53:57,0 | Lara Grangeon · Franciaország       | 4:54:58,4 | Barbara Pozzobon · Olaszország   | 4:54:58,7 |

#### Csapat
| Versenyszám  | Arany                                                                                          | Arany   | Ezüst                                                                 | Ezüst   | Bronz                                                                        | Bronz   |
| ------------ | ---------------------------------------------------------------------------------------------- | ------- | --------------------------------------------------------------------- | ------- | ---------------------------------------------------------------------------- | ------- |
| Csapat, 5 km | Olaszország · Rachele Bruni · Giulia Gabbrielleschi · Gregorio Paltrinieri · Domenico Acerenza | 54:09,0 | Németország · Lea Boy · Leonie Beck · Rob Muffels · Florian Wellbrock | 54:18,0 | Magyarország · Rohács Réka · Olasz Anna · Betlehem Dávid · Rasovszky Kristóf | 54:18,5 |

### Műugrás

#### Férfiak
| Versenyszám           | Arany                                         | Arany  | Ezüst                                               | Ezüst  | Bronz                                            | Bronz  |
| --------------------- | --------------------------------------------- | ------ | --------------------------------------------------- | ------ | ------------------------------------------------ | ------ |
| 1 m-es műugrás        | Patrick Hausding · Németország                | 427,75 | Jack Laugher · Nagy-Britannia                       | 402,90 | Giovanni Tocci · Olaszország                     | 402,50 |
| 3 m-es műugrás        | Jevgenyij Kuznyecov · Oroszország             | 525,20 | Nyikita Slejher · Oroszország                       | 505,80 | Martin Wolfram · Németország                     | 484,65 |
| 3 m-es szinkronugrás  | Németország · Patrick Hausding · Lars Rüdiger | 426,78 | Oroszország · Jevgenyij Kuznyecov · Nyikita Slejher | 415,47 | Ukrajna · Olekszandr Horskovozov · Oleh Kologyij | 409,92 |
| 10 m-es toronyugrás   | Alekszandr Bondar · Oroszország               | 564,35 | Tom Daley · Nagy-Britannia                          | 533,30 | Viktor Minyibajev · Oroszország                  | 530,05 |
| 10 m-es szinkronugrás | Nagy-Britannia · Tom Daley · Matty Lee        | 477,57 | Oroszország · Alekszandr Bondar · Viktor Minyibajev | 471,96 | Németország · Timo Barthel · Patrick Hausding    | 424,32 |

#### Nők
| Versenyszám           | Arany                                                     | Arany  | Ezüst                                            | Ezüst  | Bronz                                             | Bronz  |
| --------------------- | --------------------------------------------------------- | ------ | ------------------------------------------------ | ------ | ------------------------------------------------- | ------ |
| 1 m-es műugrás        | Elena Bertocchi · Olaszország                             | 259,90 | Michelle Heimberg · Svájc                        | 255,55 | Chiara Pellacani · Olaszország                    | 254,15 |
| 3 m-es műugrás        | Tina Punzel · Németország                                 | 330,85 | Chiara Pellacani · Olaszország                   | 321,15 | Emma Gullstrand · Svédország                      | 319,60 |
| 10 m-es toronyugrás   | Anna Konanihina · Oroszország                             | 365,25 | Julija Tyimosinyina · Oroszország                | 329,20 | Andrea Spendolini-Sirieix · Nagy-Britannia        | 326,60 |
| 3 m-es szinkronugrás  | Németország · Lena Hentschel · Tina Punzel                | 307,29 | Olaszország · Elena Bertocchi · Chiara Pellacani | 307,20 | Oroszország · Uljana Kljujeva · Vitalija Koroleva | 291,00 |
| 10 m-es szinkronugrás | Oroszország · Jekatyerina Beljajeva · Julija Tyimosinyina | 307,44 | Nagy-Britannia · Eden Cheng · Lois Toulson       | 290,58 | Ukrajna · Kszenyija Bajlo · Szofija Liszkun       | 286,74 |

#### Vegyes
| Versenyszám        | Arany                                                                                             | Arany  | Ezüst                                                                                                 | Ezüst  | Bronz                                                                            | Bronz  |
| ------------------ | ------------------------------------------------------------------------------------------------- | ------ | --- | ------ | -------------------------------------------------------------------------------- | ------ |
| 3 m szinkronugrás  | Olaszország · Chiara Pellacani · Matteo Santoro                                                   | 300,69 | Németország · Tina Punzel · Lou Massenberg                                                            | 294,27 | Oroszország · Vitalija Koroleva · Ilja Molcsanov                                 | 289,50 |
| 10 m szinkronugrás | Ukrajna · Kszenyija Bajlo · Olekszij Szereda                                                      | 325,68 | Nagy-Britannia · Andrea Spendolini-Sirieix · Noah Williams                                            | 307,32 | Oroszország · Jekatyerina Beljaeva · Viktor Minyibajev                           | 302,58 |
| Csapatverseny      | Oroszország · Krisztyina Iljinih · Jevgenyij Kuznyecov · Jekatyerina Beljaeva · Viktor Minyibajev | 431,80 | Olaszország · Chiara Pellacani · Andreas Sargent Larsen · Sarah Jodoin Di Maria · Riccardo Giovannini | 428,00 | Németország · Tina Punzel · Patrick Hausding · Christina Wassen · Lou Massenberg | 421,00 |

### Szinkronúszás
| Versenyszám           | Arany | Arany   | Ezüst | Ezüst   | Bronz | Bronz   |
| --------------------- | --- | ------- | --- | ------- | --- | ------- |
| Egyéni rövid program  | Marta Fjegyina · Ukrajna | 91,8445 | Evangelía Platanióti · Görögország | 89,2897 | Vaszilina Handoska · Fehéroroszország | 87,7173 |
| Egyéni szabad program | Varvara Szubbotyina · Oroszország | 96,4333 | Marta Fjegyina · Ukrajna | 93,7000 | Evangelía Platanióti · Görögország | 90,8000 |
| Páros rövid program   | Oroszország · Szvetlana Kolesznyicsenko · Szvetlana Romasina | 95,6705 | Ukrajna · Marta Fjegyina · Anasztaszija Szavcsuk | 92,6862 | Ausztria · Anna-Maria Alexandri · Eirini-Marina Alexandri | 89,4592 |
| Páros szabad program  | Oroszország · Szvetlana Kolesznyicsenko · Szvetlana Romasina | 97,9000 | Ukrajna · Marta Fjegyina · Anasztaszija Szavcsuk | 94,3333 | Ausztria · Anna-Maria Alexandri · Eirini-Marina Alexandri | 90,8667 |
| Csapat rövid program  | Oroszország · Vlada Csigirova · Marina Goljadkina · Veronyika Kalinyina · Szvetlana Kolesznyicsenko · Polina Komar · Szvetlana Romasina · Alla Siskina · Marija Surocskina                                                  | 95,6705 | Ukrajna · Marina Alekszijiva · Vladiszlava Alekszijiva · Marta Fjegyina · Katerina Reznyik · Anasztaszija Szavcsuk · Alina Sinkarenko · Kszenyija Szidorenko · Jelizaveta Jahno                                         | 92,3920 | Spanyolország · Ona Carbonell · Berta Ferreras · Meritxell Mas · Alisa Ozhogina · Paula Ramírez · Sara Saldaña · Iris Tió · Blanca Toledano                                                                           | 89,7700 |
| Csapat szabad program | Ukrajna · Marina Alekszijiva · Vladiszlava Alekszijiva · Marta Fjegyina · Katerina Reznyik · Anasztaszija Szavcsuk · Alina Sinkarenko · Kszenyija Szidorenko · Jelizaveta Jahno                                             | 95,0667 | Spanyolország · Abril Conesa · Berta Ferreras · Meritxell Mas · Alisa Ozhogina · Paula Ramírez · Sara Saldaña · Iris Tió · Blanca Toledano                                                                              | 91,2333 | Izrael · Eden Blecher · Shelly Bobritsky · Maya Dorf · Noy Gazala · Catherine Kunin · Nikol Nahshonov · Ariel Nassee · Polina Prikazchikova                                                                           | 86,8000 |
| Highlight kűr         | Ukrajna · Marina Alekszijiva · Vladiszlava Alekszijiva · Marta Fjegyina · Veronyika Hrisko · Anna Noszova · Katerina Reznyik · Anasztaszija Szavcsuk · Alina Sinkarenko · Kszenyija Szidorenko · Jelizaveta Jahno           | 95,3000 | Fehéroroszország · Vera Butsel · Marharyta Kiryliuk · Hanna Koutsun · Yana Kudzina · Kseniya Kuliashova · Anastasiya Navasiolava · Valeryia Puz · Anastasiya Suvalava · Kseniya Tratseuskaya · Aliaksandra Vysotskaya   | 86,5667 | Magyarország · Barta Niké · Csilling Katalin · Farkas Dóra Linda · Gács Boglárka · Götz Lilien · Hatala Hanna · Hungler Szabina Mercédesz · Regényi Adelin · Rényi Luca · Szabó Anna Viktória                         | 79,1000 |
| Kombinációs kűr       | Ukrajna · Marina Alekszijiva · Vladiszlava Alekszijiva · Oleszja Derevjancsenko · Marta Fjegyina · Veronyika Hrisko · Katerina Reznyik · Anasztaszija Szavcsuk · Alina Sinkarenko · Kszenyija Szidorenko · Jelizaveta Jahno | 94,7000 | Görögország · Maria Alzigkouzi Kominea · Eleni Deligianni · Eleni Fragkaki · Krystalenia Gialama · Pinelopi Karamesiou · Zoi Karangelou · Danai Kariori · Andriana Misikevych · Georgia Vasilopoulou · Violeta Zouzouni | 89,1000 | Fehéroroszország · Vera Butsel · Marharyta Kiryliuk · Hanna Koutsun · Yana Kudzina · Kseniya Kuliashova · Anastasiya Navasiolava · Valeryia Puz · Anastasiya Suvalava · Kseniya Tratseuskaya · Aliaksandra Vysotskaya | 86,0667 |
| Vegyes rövid program  | Oroszország · Majja Gurbanbergyijeva · Alekszandr Malcev | 91,7963 | Spanyolország · Emma García · Pau Ribes | 84,8697 | Olaszország · Isotta Sportelli · Nicolò Ogliari | 77,4281 |
| Vegyes szabad program | Oroszország · Oleszja Platonova · Alekszandr Malcev | 93,9333 | Spanyolország · Emma García · Pau Ribes | 86,5333 | Olaszország · Isotta Sportelli · Nicolò Ogliari | 81,8667 |